# Nowe Warpno
Nowe Warpno (en allemand : Neuwarp) est une ville de la voïvodie de Poméranie occidentale, dans le nord-ouest de la Pologne. Elle appartient au powiat de Police.

## Géographie

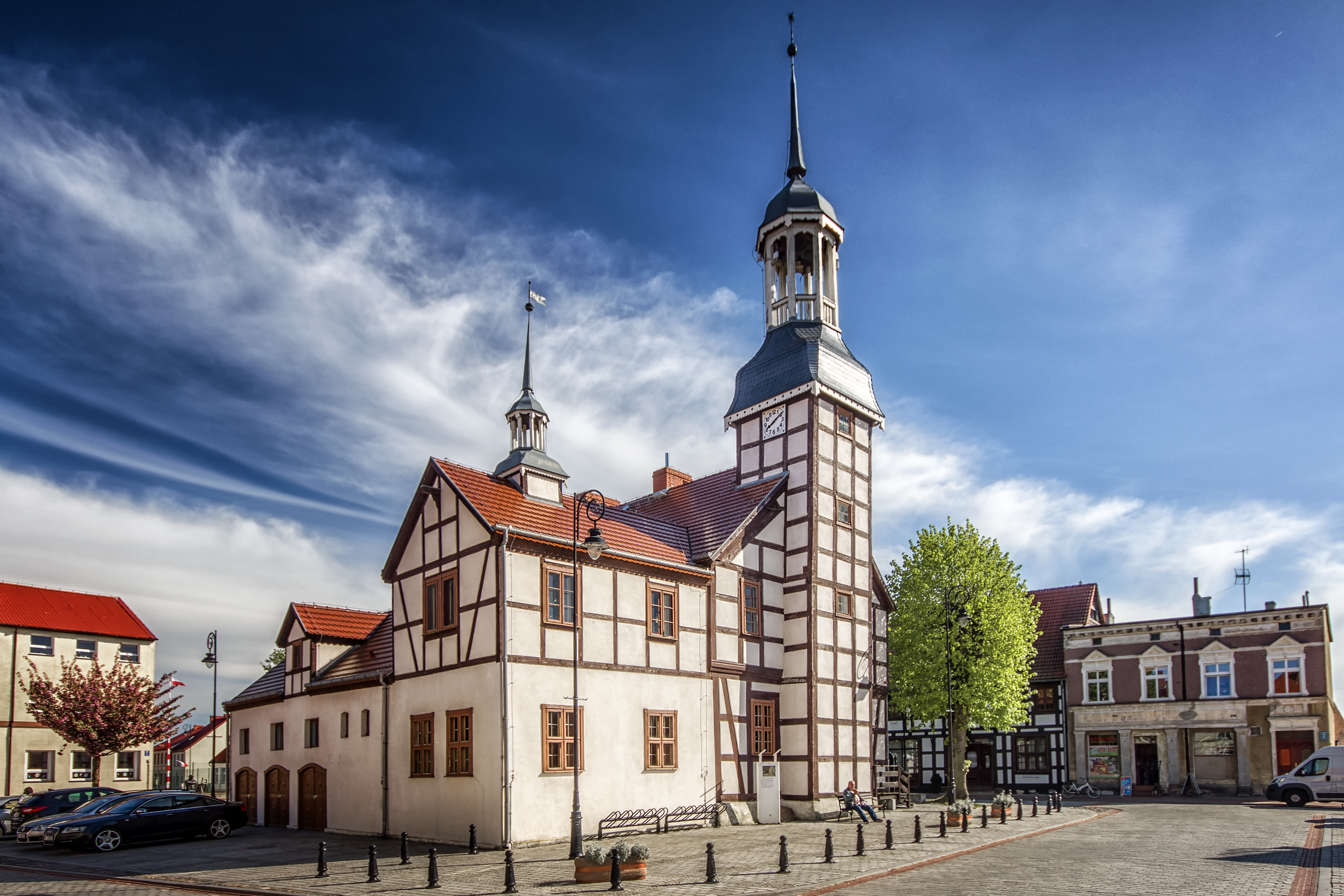
Mairie à Nowe Warpno

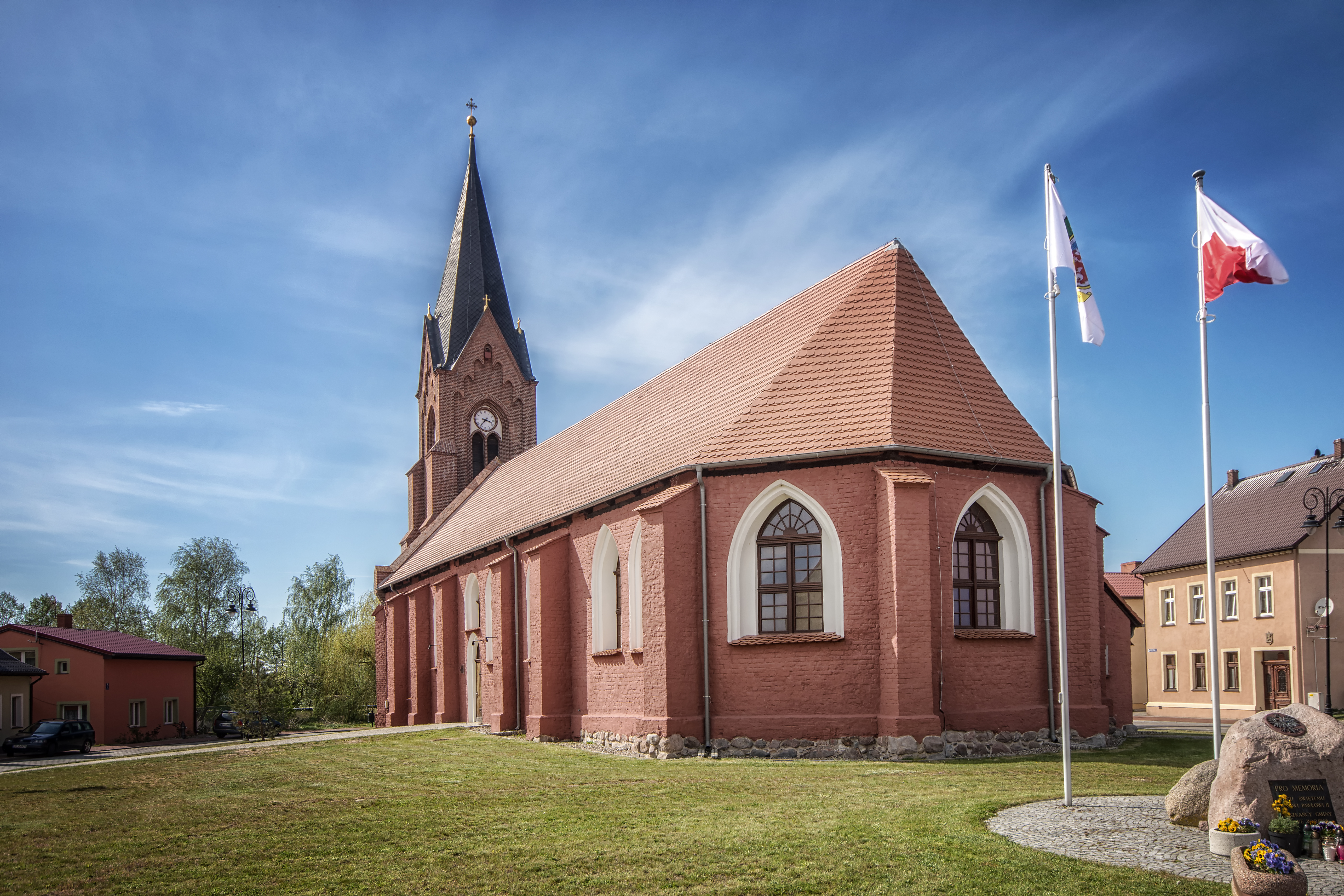
Église de l'Assomption

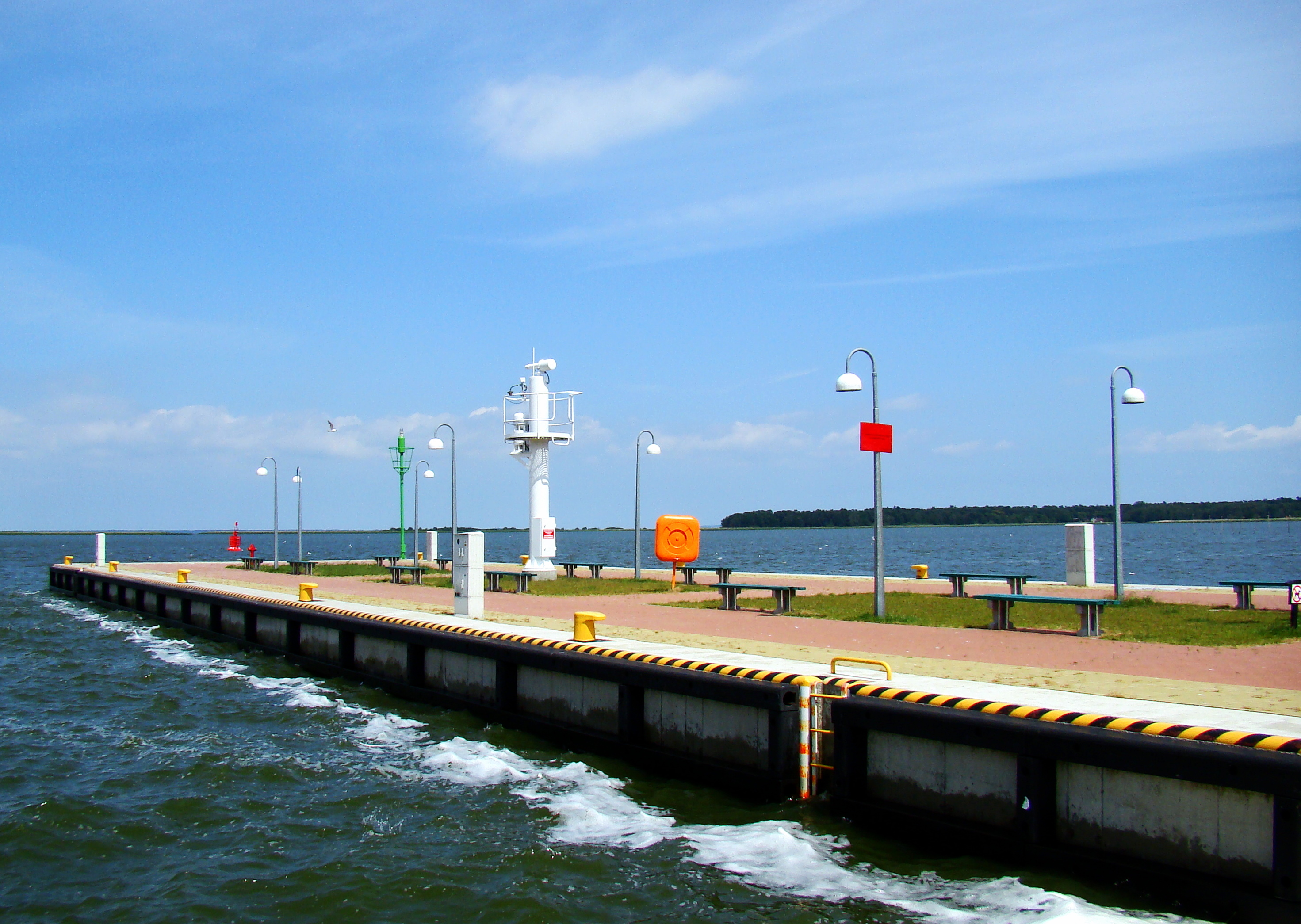
Nowe Warpno, port de mer

Nowe Warpno est située sur la lagune de Szczecin, à 23 km de la ville de Police, a la frontière germano-polonaise.

## Histoire
Avant 1945, Neuwarp forme une commune dans l'arrondissement d'Ueckermünde, dans le district de Stettin de la province de Poméranie.

### Nature
- Fleuve : lagune de Szczecin
- Étang de Wkrzańska (pl)
- Réserve naturelle: Świdwie (en) (Convention de Ramsar, depuis 1984); (contrée, auprès Tanowo)

## Patrimoine
- Église (XVe siècle)
- Mairie (XVIIe siècle)
- Église à Nowe Warpno - Karszno (XVIIIe siècle)

## Jumelages
- Ueckermünde (Allemagne)
- Sande (Frise) (Allemagne)